# Респект (готель, Східниця)
«РЕСПЕКТ» — курортний чотиризірковий готельний комплекс (СПА готель) площею 2,5 га розташований у курортному селищі Східниця, за першим хребтом Карпат.
Готельний комплекс надає відпочинкові, оздоровчі та лікувальні послуги, є рекордсменом Книги рекордів України з проєктом арт-простору «Сад висячих дерев», розвиває місцеву культурну
спадщину та підтримує українську армію.
Курортний комплекс розпочав приймати гостей у травні 2010 року, входить до переліку готелів, які за результатами опитування Асоціації готелів та курортів України готові до роботи в періоди блекауту.
Згадується в художній літературі — у пізнавальному пригодницькому романі-трилогії «Знайти Атлантиду».

## Підтримка культурної спадщини і культурні заходи
В жовтні 2011 у СПА-готелі «Респект» проходило відкриття XVI всеукраїнського фестивалю телевізійних і радіопрограм «Калинові острови».
З 2016 року готель підтримує Міжнародну премію імені Івана Франка.
На території готелю у 2023 році, вперше в Європі, було реалізовано унікальний інноваційний проєкт «Парк голограм Дерев'яні церкви Доргобиччини». За підтримки УКФ, командою готелю було оцифровано та, за допомогою голографічних пристроїв, відтворено 3d моделі 10 найдавніших дерев'яних церков Дрогобиччини. Шоу голограм дерев'яних церков Дрогобиччини — спільний благодійний проєкт Львівського музею історії релігії, СПА-готелю «RESPECT» і Благодійного фонду «Допомога і турбота», спрямований на збір коштів для допомоги захисникам України, а також для збереження та популяризації унікальної дерев'яної сакральної архітектури регіону. Голограми створила команда AERO3D, керівник Сергій Присяжний.

## Можливості відпочинку і лікування
Готель має свій бювет мінеральних вод (2с, джерела №5, №6 і №13), лікувальну базу і СПА-центр з басейном і саунами, дитячу кімнату і майданчик. Найближчі джерела мінвод - № 5 і 6 - 300 м, № 2 С - 900 м.

## Галерея

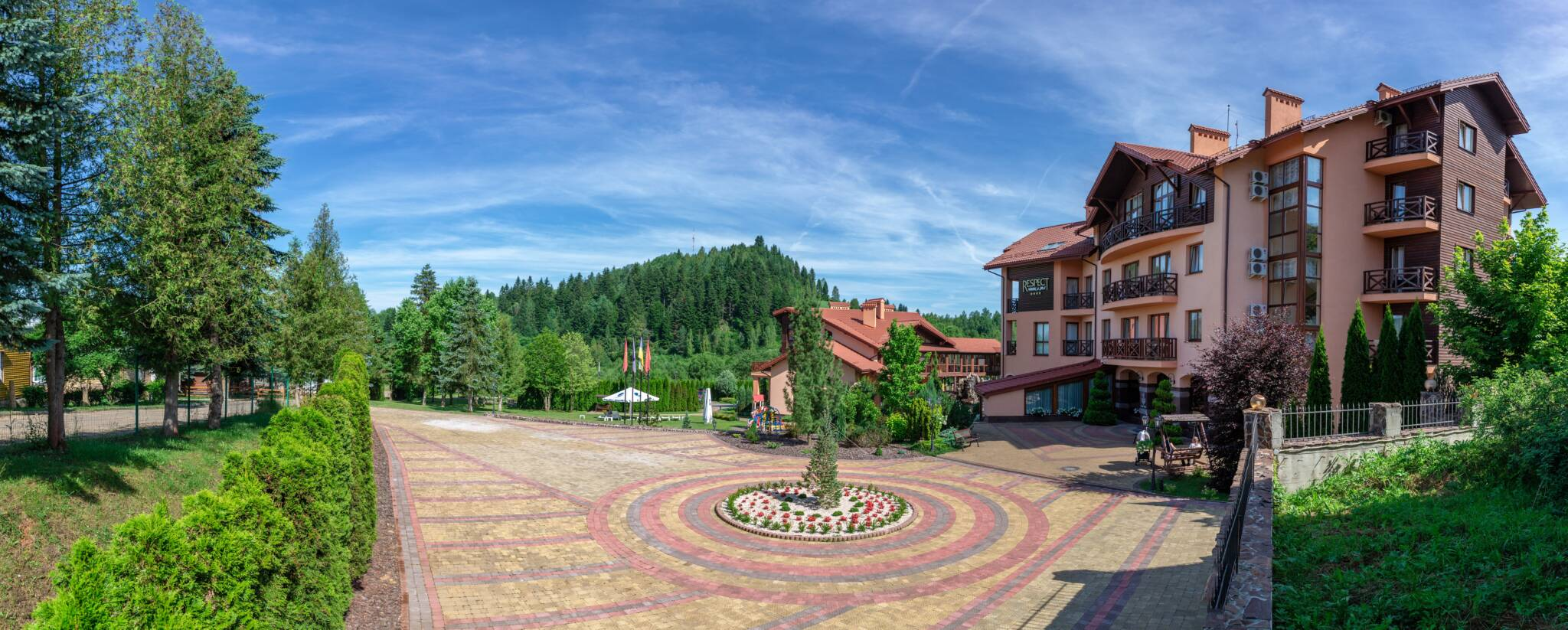
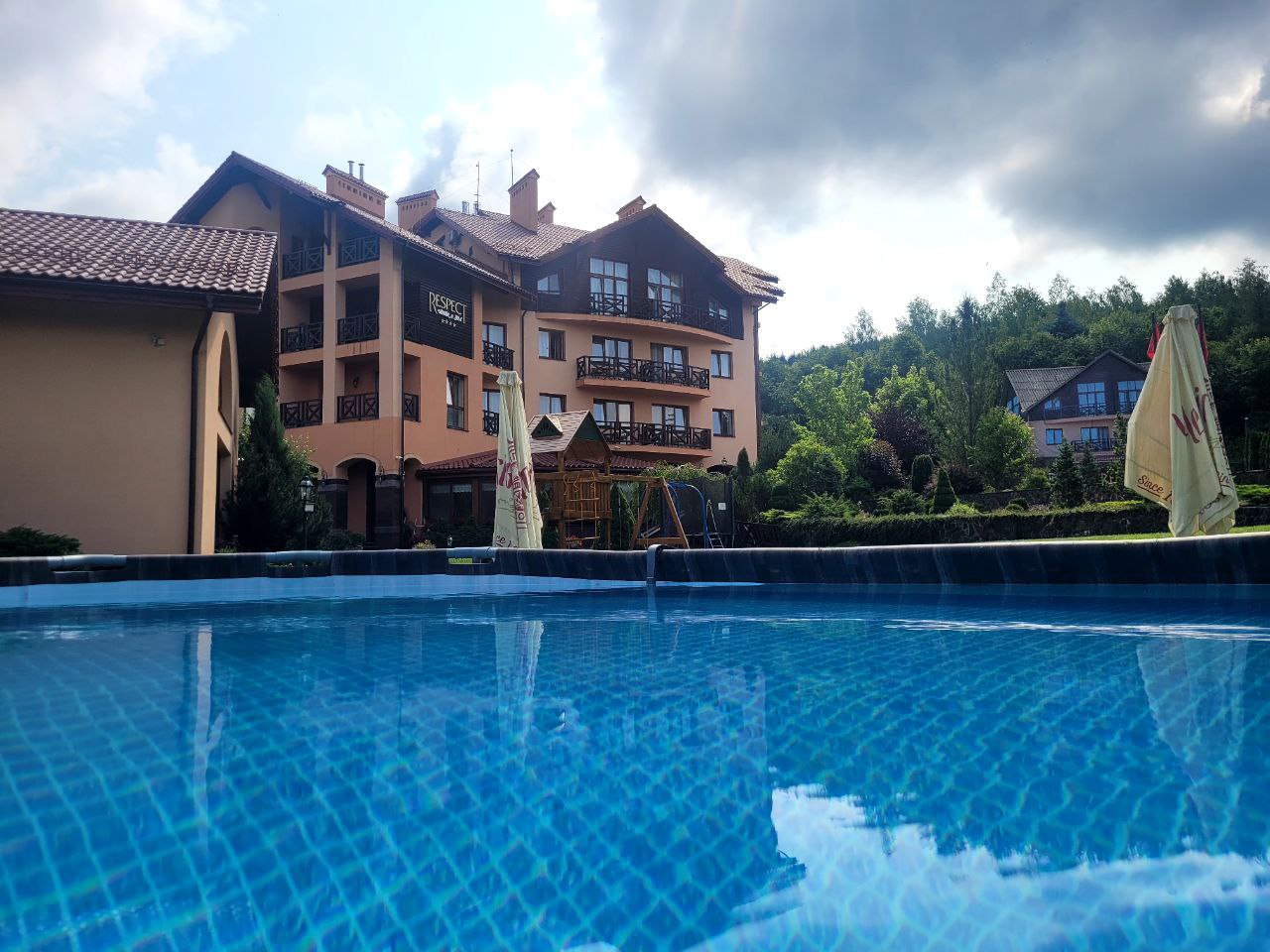
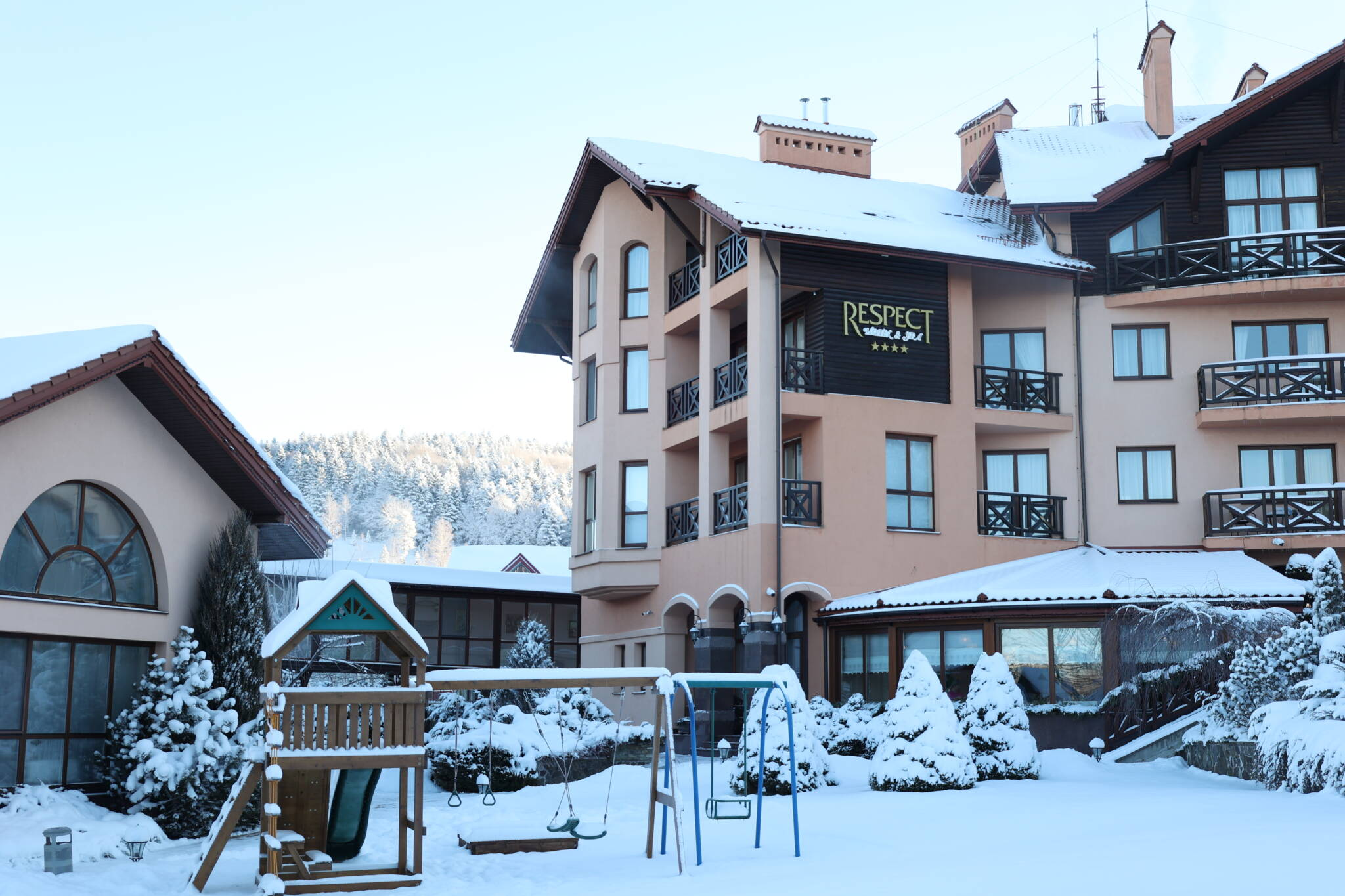